# SK Super Nova
Der SK Super Nova ist ein im Jahr 2000 gegründeter lettischer Fußballverein aus der Stadt Riga.

## Geschichte
Der Verein wurde 2000 gegründet. 2018 gelang der Aufstieg in die zweite Liga des Landes. In den ersten beiden Spielzeiten schaffte der Verein es, in die Aufstiegsrunden zur Virslīga zu wechseln, in der die Mannschaft jedoch den jeweiligen Erstligisten unterlag. 2022 gelang dann der Aufstieg in die Virslīga, ein Jahr später stieg der SK Super Nova allerdings wieder ab.

## Platzierungen (seit 2014)

### Als AFA Olaine
| Saisons | Div. | Liga    | Platz | Web   | Notierung |
| ------- | ---- | ------- | ----- | ----- | --------- |
| 2014    | 1.   | 1. līga | 11.   | [ 1 ] |           |
| 2015    | 1.   | 1. līga | 8.    | [ 2 ] |           |

### Als AFA Olaine/SK Super Nova
| Saisons | Div. | Liga    | Platz | Web   | Notierung |
| ------- | ---- | ------- | ----- | ----- | --------- |
| 2016    | 1.   | 1. līga | 2.    | [ 3 ] |           |

### Als Super Nova
| Saisons | Div. | Liga     | Platz | Web    | Notierung     |
| ------- | ---- | -------- | ----- | ------ | ------------- |
| 2018    | 1.   | 1. līga  | 2.    | [ 4 ]  |               |
| 2019    | 1.   | 1. līga  | 2.    | [ 5 ]  |               |
| 2020    | 1.   | 1. līga  | 6.    | [ 6 ]  |               |
| 2021    | 1.   | 1. līga  | 3.    | [ 7 ]  | (bei Abbruch) |
| 2022    | 1.   | Virslīga | 10.   | [ 8 ]  |               |
| 2023    | 1.   | Virslīga | 10.   | [ 9 ]  |               |
| 2024    | 1.   | 1. līga  | 1.    | [ 10 ] |               |